# Большой Бермамыт
Большой Бермамыт (устар. Бермамыт, Бермамут, карач. — Уллу-Бурмабут) — вершина в составе Скалистого хребта на северном склоне системы Большого Кавказа (горная страна Кавказские горы, регион Северный Кавказ). Расположена в Малокарачаевском районе Карачаево-Черкесии в З км от села Хасаут. Высота над уровнем моря — 2592,3 м.

## Название
На одной из самых подробных карт юга Российской империи конца XIX века — «Пятивёрстной карте Кавказскаго края», а также в работе Д. Д. Пагирева «Алфавитный указатель къ пятиверстной картѣ Кавказскаго края, …» (1913 г.), название горы указывалось без пояснения Большой или Малый, а просто как Бермамыт (рус. дореф. Бермамытъ). В статье ЭСБЕ А. С. Селиванова «Терская область» (1903 г.), ороним указывался по-другому — Бермамут (рус. дореф. Бермамутъ).
Бурмабут(карач.- Скрученый утёс)

## Общие сведения
Большой Бермамыт является одной из гор Скалистого хребта, расположен в верховьях водораздела бассейнов рек Кума и Малка. Высота горы Большой Бермамыт над уровнем моря, согласно измерениям 1983 года — 2592,3 м, на вершине находится пункт государственной геодезической сети.

## История
Гора Большой Бермамыт указывалась на различных картах начиная с конца XIX века, однако, точность топографической съёмки этого региона в то время была довольно низкой. В 1913 году вышел «Алфавитный указатель къ пятиверстной картѣ Кавказскаго края, …» Д. Д. Пагирева, здесь Большой Бермамыт определяли под долготой 42-30 и широтой 43-45 (в отличие от современной подачи координат, в этом указателе долгота шла впереди широты, и отсчитывалась не от Гринвича, а от меридиана разделяющего Европу и Америку). На «Пятивёрстной карте Кавказскаго края» уже достаточно точно указывалась данные измерений высоты горы — 8501 фут (в России фут приравнивался к 0,3048 метра, соответственно, высоту Большого Бермамыта измеряли около 2591 метр).

## Карты
- Карты Генерального штаба СССР (система координат 1940 г., БСВ). — Масштаб: в 1 см 2 км (1:200 000), в 1 см 1 км (1:100 000) и в 1 см 500 м (1:50 000); состояние местности на 1981-1988 гг. — Изданы с оригинала ГУГК СССР, 1979-1990. — (составлены по карте масштаба 1:50 000, созданной по материалам съёмки 1945-1960 гг. и исправлены по карте масштаба 1:50 000, обновлённой в 1975-1988 гг.).
- Карты ФГУП «Государственного научно-внедренческого центра геоинформационных систем и технологий» («Госгисцентр»). — Масштаб: в 1 см 2 км (1:200 000), в 1 см 1 км (1:100 000), в 1 см 500 м (1:50 000), в 1 см 250 м (1:25 000). — М., 2001.
- Пятиверстная карта Кавказского края = Пятиверстная карта Кавказскаго края. — Масштаб: в 1 см ок. 2,1 км = в 1 англ. дюйме 5 вёрст (1:210 000). — Тифлис: Составлена и литографирована в военно-топографическом отделе Кавказского военного округа, 1869—1930-е.